# Battaglia di Les Irois (1796)
La prima battaglia di Les Irois fu un episodio della rivoluzione haitiana.

## La battaglia
Il generale André Rigaud, avendo ricevuto l'ordine dalla delegazione di attaccare il forte di Les Irois, si portò ad occuparlo, fronteggiando i 2000 uomini al comando del generale inglese Bowyer.
L'armata repubblicana, forte di 1200 uomini secondo Ardouin o di 2000 uomini secondo Thomas Madiou, si accampò a Laroc, luogo situato sulla riva del mare. Nella notte, i repubblicani ad ogni modo vennero sorpresi da una fregata inglese che iniziò a cannoneggiare il loro campo per tre ore, infliggendo alcune perdite. I repubblicani quindi ripresero la via verso Les Irois, situato sulla sommità di un costolone di roccia da cui si poteva accedere unicamente attraverso un solo sentiero accidentato. 300 granatieri lanciarono il primo attacco, giungendo ai piedi del promontorio senza sparare un sol colpo di fucile. Gli inglesi riversarono su di loro acqua bollente e piombo fuso oltre che pietre che fecero retrocedere i francesi. La maggior parte dei granatieri si trovò ben presto fuori combattimento ed il generale Rigaud ordinò la ritirata che si trasformò in una vera rotta con gli inglesi che li inseguivano sino al mare. La cavalleria repubblicana si portò verso Tiburon. Il generale Bowyer rimase gravemente ferito nel corso del combattimento, come pure il chevalier de Sevré, colpito mortalmente. Secondo fonti inglesi, i Repubblicani persero circa 1000 uomini tra morti e feriti.